# Unterlosa
Unterlosa ist ein Stadtteil von Plauen (Stadtgebiet Süd), der 1950 eingemeindet wurde.

## Geographie
Unterlosa liegt im Südosten Plauens und grenzt an drei weitere Stadtteile Plauens und an zwei Stadtteile einer Stadt des Vogtlandkreises.
|                                 | Reinsdorf                                   |          |
| Meßbach                         | Kompassrose, die auf Nachbargemeinden zeigt | Oberlosa |
| Taltitz (Stadt Oelsnitz/Vogtl.) | Raschau (Stadt Oelsnitz/Vogtl.)             |          |

Die Fläche der Ortschaft besteht zu 72,6 % aus Landwirtschaftlicher Nutzfläche und zu 21,1 % aus Wald. Die restliche Fläche sind Straßen, Wohn- und Industrieflächen.

## Geschichte

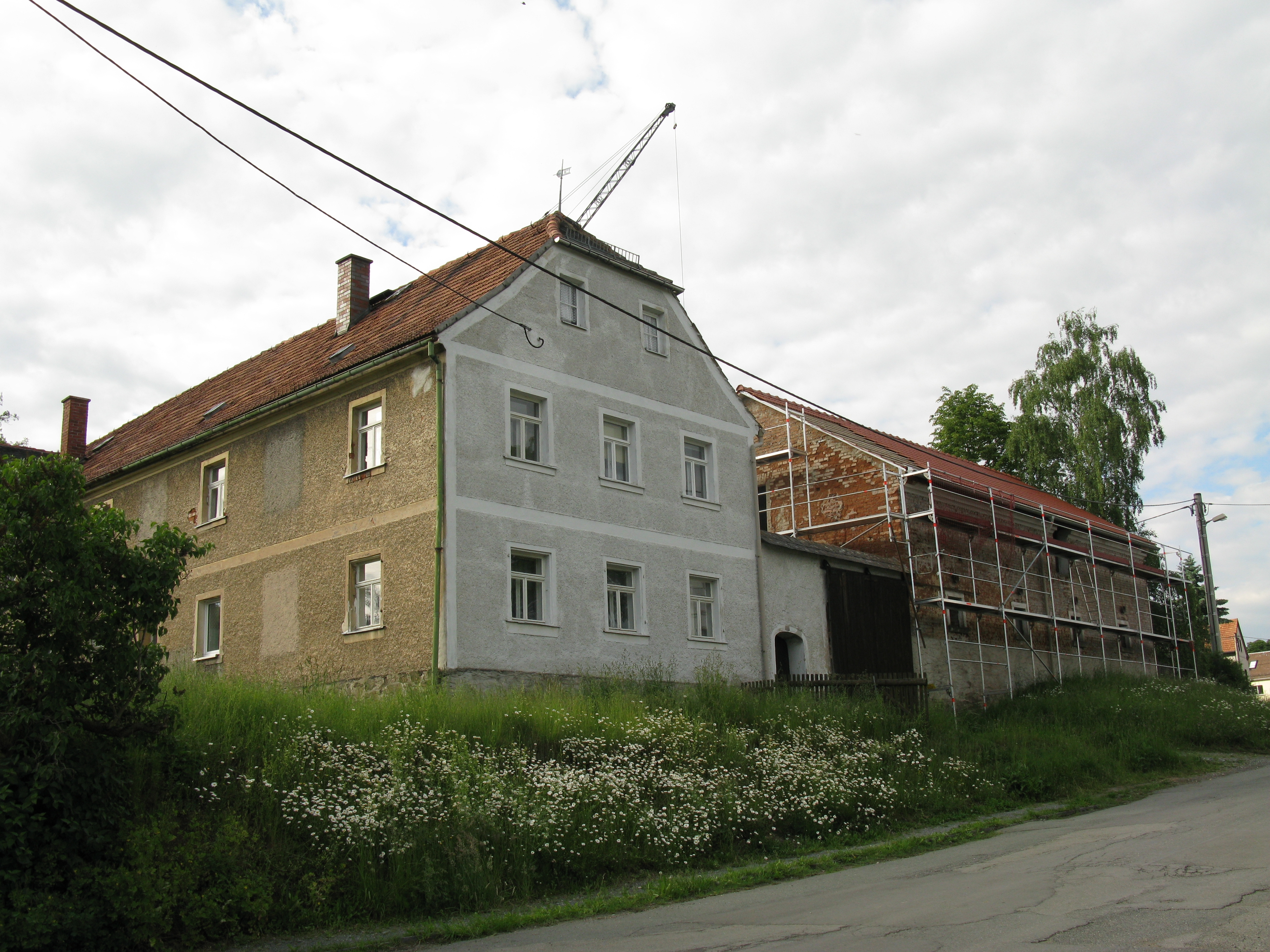
Denkmalgeschütztes Haus an der Mittelstraße

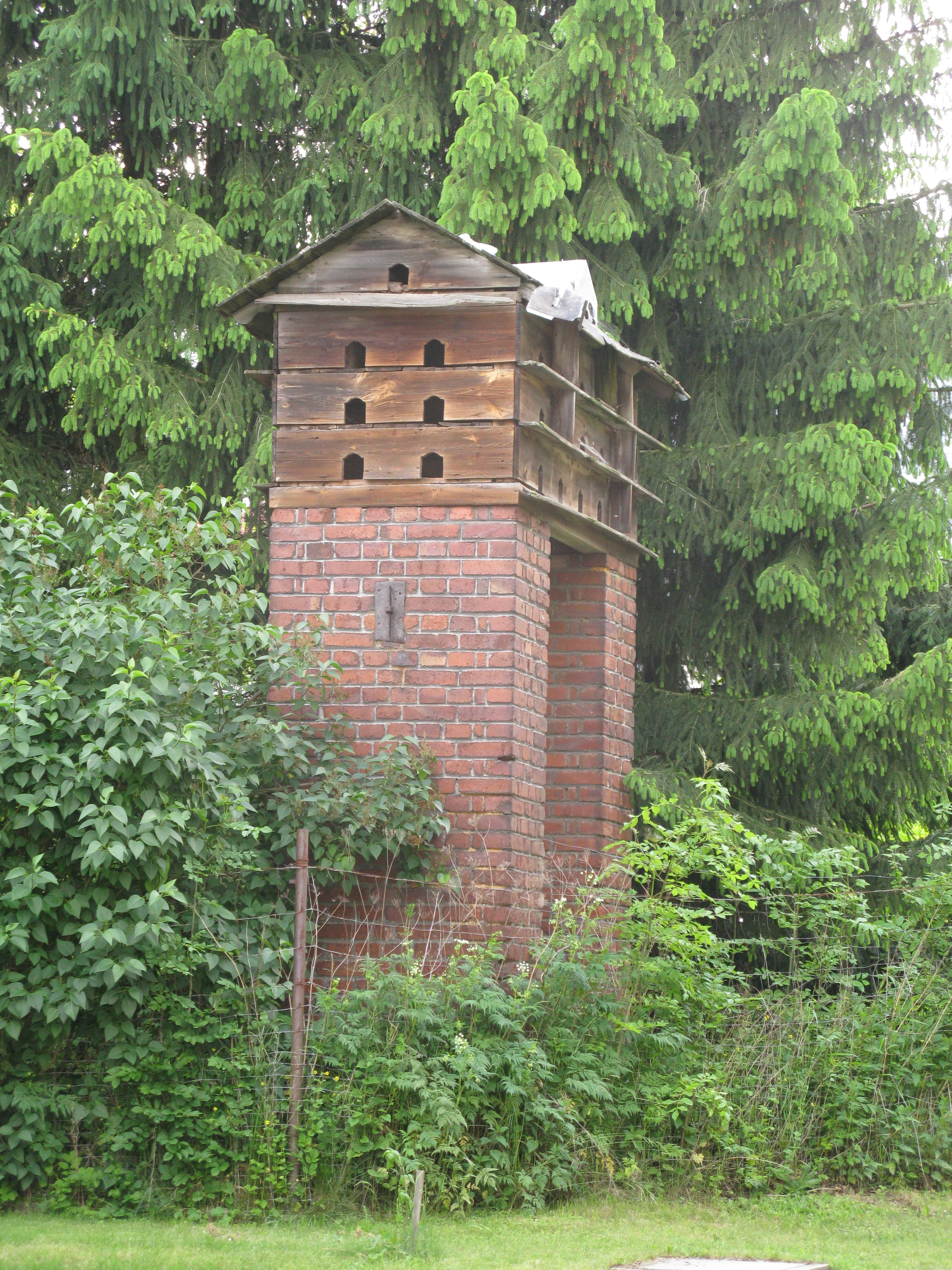
Denkmalgeschütztes Taubenhaus am Taltitzer Weg

Der Ort wurde 1265 in einer lateinischen Schrift als in inferiori Lasan  erwähnt. Vor 1650 gehörte Unterlosa dem Adelsgeschlecht von Tettau, danach den Herren von Thoss. Der Ort – es handelte sich um ein erweitertes Gassendorf – war stark landwirtschaftlich geprägt und besaß ein eigenes Rittergut, welches bis ins 19. Jahrhundert zum Amt Plauen gehörte. Die Gemeinde gehörte später zur Amtshauptmannschaft Plauen und wurde am 1. Juli 1950 in die damals noch kreisfreie Stadt Plauen eingemeindet.

### Einwohnerentwicklung
Entwicklung der Einwohnerzahl:
| - 1557: 62* - 1583: 22 - 1764: 35 | - 1834: 298 - 1871: 401 - 1890: 476 | - 1910: 587 - 1925: 521 - 1939: 543 | - 1946: 611 - 2002: 374 |

* zusammen mit Oberlosa

## Öffentlicher Nahverkehr
Der Ort ist mit der vertakteten RufBus-Linie 99 des Verkehrsverbunds Vogtland an die Südvorstadt angebunden. Dort besteht Anschluss zur Straßenbahn-Linie 5.

## Persönlichkeiten
- Konrad Kratzsch (1931–2024), Literaturwissenschaftler